# تئوری توطئه پس‌دمه

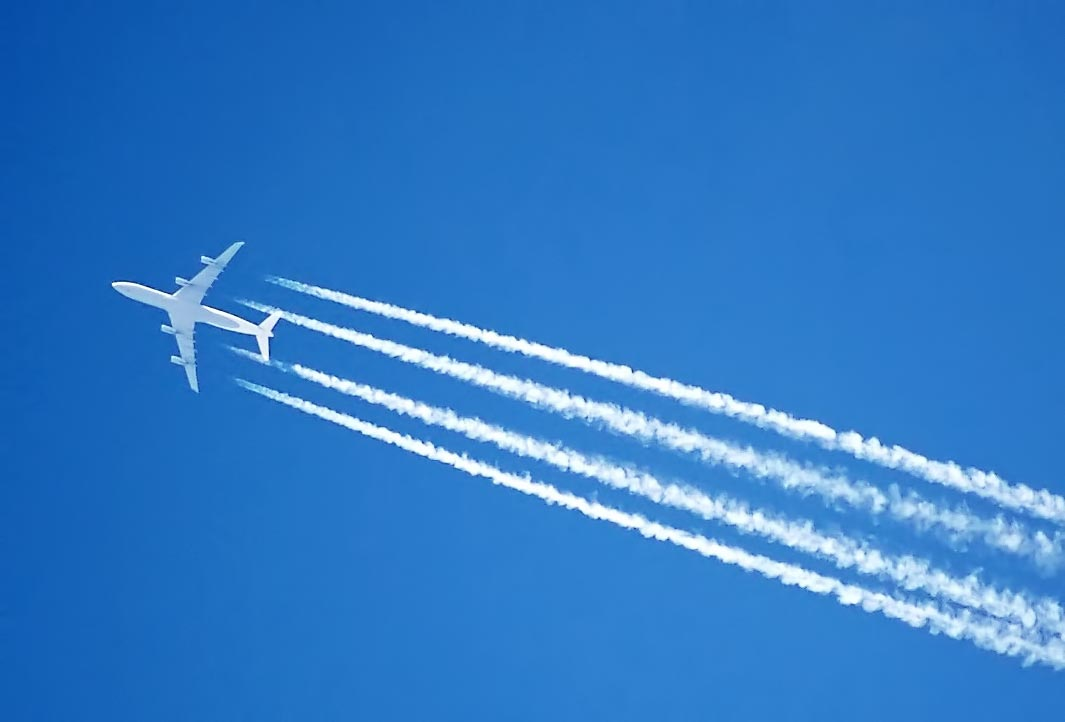
جت بلند پرواز درحال رهاسازی دنباله تراکمی (پسدمه)

نظریهٔ توطئهٔ پس‌دمه (به انگلیسی: Chemtrail conspiracy theory)یک باور نادرست مبنی بر این‌که پس‌دمه‌های ماندگار هواپیماها دارای مواد شیمیایی یا بیولوژیکی هستند که برای مقاصد شوم که عموم مردم از آن خبر ندارند استفاده می شود.
با توجه به اهمیت این موضوع، درخواست‌های بسیاری از طرف معتقدان این تئوری توطئه به سازمان‌های رسمی جهانی برای ارائهٔ توضیحات گسیل داشته‌اند.

## تاریخچه
نخستین‌بار در سال ۱۹۹۶ و پس از پاشیدن مواد بخارگونه در ایالات متحده از هواپیماهای نیروی هوایی ایالات متحده آمریکا در آسمان و ایجاد الگوهای غیرمعمول پس‌دمه، این تئوری در اذهان مردم شکل گرفت. نیروی هوایی ایالات متحده اما می‌گوید که این اتهامات یک شوخی مرتبط با نقل قول از یک مقالهٔ استراتژیک در دانشگاه هوایی با عنوان آب و هوا و قدرتی چند برابر: تسخیر اقلیم در ۲۰۲۵ است.
این مقاله در پاسخ به درخواست ارتش آمریکا به طرح یک سیستم استراتژیک تغییر آب‌وهوا در آینده به منظور حفظ برتری نظامی ایالات متحده آمریکا در سال ۲۰۲۵ و به عنوان بازنمایی خیالی از شرایط آینده ارائه شد. نیروی هوایی ایالات متحده تصریح کرد که مقاله، سیاست‌های عملیات یا توانایی جاری را منعکس نکرده و قصد انجام هیچ‌گونه آزمایش‌های تغییر آب و هوا و اقلیم را در برنامه ندارد و در آینده نیز نخواهد داشت.
با گذر زمان، مردم عادی و افراد سرشناس به گسترش این تئوری توطئه دامن زدند.

## تئوری‌ها
عده‌ای مدعی شدند که ویروس عامل بیماری کووید-۱۹ با خواست دولت‌ها یا سازمان‌های بزرگ چندملیتی برای کنترل جمعیت یا اصلاح نژادی از طریق رد شیمیایی کمتریل به‌وسیلهٔ هواپیماها و از هوا پخش شده است.
برخی می‌گویند پخش فلزات سمی مانند باریم در هوا باعث آرام و فرمان‌بردار شدن مردم و کم شدن جمعیت می‌شود. آن‌ها می‌گویند کمتریل‌هایی که اول صبح در هوا ایجاد می‌شوند در واقع دلیل اصلی ابری هستند که در ادامهٔ روز در آسمان شکل می‌گیرد.
عده‌ای دیگر باور دارند دولت‌ها تلاش دارند با پس‌دمهٔ هواپیما به شکلی گسترده، کنترل آب‌وهوا را در دست گیرند.

## رد تئوری
در پژوهشی که در سال ۲۰۱۶ بنیاد کارنگی برای علوم و دانشگاه کالیفرنیا، ارواین انجام دادند پرسش‌هایی را از ۷۷ دانشمند اقلیمی و شیمی‌دان برجسته مطرح کردند و همهٔ آن‌ها به‌جز یک نفر، یعنی ۹۸٫۷ درصد آن‌ها هیچ مدرک و سندی که ثابت کند برنامهٔ مخفیانه و گسترده‌ای برای اسپری کردن مواد در اتمسفر وجود دارد، در دست نداشتند. تنها دانشمندی که مدرکی داشت توانسته بود در آزمایشی در یک منطقهٔ دور افتاده میزان بسیار بالایی باریم در هوا پیدا کند. درحالی‌که باریم در خاک آن منطقه بسیار پایین بود.